# Joey King
Joey Lynn King (sinh ngày 30 tháng 7 năm 1999) là một nữ diễn viên người Mỹ. Lần đầu tiên cô được biết đến khi thể hiện vai Ramona Quimby trong bộ phim hài Ramona and Beezus (2010) và kể từ đó đã được biết đến rộng rãi hơn với vai chính trong The Kissing Booth (2018) and its sequel. Cô nhận được đánh giá cao từ giới phê bình cho vai diễn chính của cô trong bộ phim truyền hình tội phạm The Act (2019), bộ phim mà cô đã được đề cử cho cả hai giải thưởng Primetime Emmy Award và Golden Globe Award.
Joey King cũng đã xuất hiện trong các bộ phim Battle: Los Angeles (2011), Crazy, Stupid, Love (2011), The Dark Knight Rises (2012), Oz the Great and Powerful (2013), The Conjuring (2013), White House Down (2013), Independence Day: Resurgence (2016), Wish Upon (2017), Slender Man (2018) và The Lie (2018).

## Cuộc sống ban đầu
Joey King sinh ra ở Los Angeles, California, bố mẹ cô tên là Terry và Jamie King. Cô bắt đầu hoạt động chuyên nghiệp từ năm 4 tuổi, khi bắt đầu quảng cáo cho hãng thực phẩm ngũ cốc Life Cereal. Cô cũng từng tham gia quảng cáo cho AT&T, Kay Jewelers và Eggo. King theo học trường Phoenix Ranch ở Simi. Khi còn nhỏ, cô đã hát cappella cho một buổi biểu diễn tài năng tại Trung tâm Nghệ thuật Văn hóa Simi Valley, cũng như biểu diễn cho Nhà hát thiếu nhi Stage Door Children's Theatre ở Agoura. Cô có hai chị gái là những nữ diễn viên Kelli King và Hunter King. King đã tuyên bố rằng "tôi là người gốc một phần Do Thái và một phần Cơ đốc giáo, nhưng tôi chủ yếu là người Do Thái". Cụ cố ngoại của cô sinh ra ở Pennsylvania với cha mẹ là người Ý.

## Sự nghiệp
King đã ra mắt công chúng bộ phim đầu tay của cô, Reign Over Me với tư cách là con gái của nhân vật chính. Sau đó cô lồng tiếng cho quả bóng lông vàng Katie trong bộ phim hoạt hình Horton Hears a Who! (2008), và Hải ly trong Kỷ băng hà: Bình minh của khủng long (2009). Cô cũng xuất hiện trong Quarantine (2008). Năm 2010, cô đóng vai khách mời trong loạt phim Ghost Whisperer. Cô cũng được giới thiệu trong The Suite Life of Zack & Cody với vai Emily Mason trong hai tập. Các lần xuất hiện trên truyền hình khác của cô có thể kể đến bao gồm Entourage, CSI: Crime Scene Survey, Medium, và Life in Pieces.
Vai chính đầu tiên của King là bộ phim Ramona and Beezus năm 2010, chuyển thể từ bộ sách Beverly Cleary, với sự tham gia của Ramona Quimby. Cô cũng đã phát hành một đĩa đơn cho bộ phim mang tên "Ramona Blue".
King đã xuất hiện trong bộ phim Battle: Los Angeles, nơi cô đóng vai một cô gái tên là Kirsten. Cũng trong năm 2011, cô đóng chung phim Crazy, Stupid, Love. Ngoài ra, cô còn xuất hiện trong video ca nhạc "Mean" của Taylor Swift với tư cách là một sinh viên trẻ tại căng tin trường học bị các bạn đồng trang lứa xa lánh.
King cũng đã có một vai diễn trong bộ phim Batman thứ ba của Christopher Nolan, The Dark Knight Rises (2012),  Talia al Ghul khi còn trẻ. Cô cũng đã quay loạt phim hài ngắn Bent, cũng như xuất hiện với tư cách khách mời trong New Girl và tham gia tập cuối cùng của loạt phim The Haunting Hour: The Series, "Goodwill Towards Men." Năm 2013, King xuất hiện trong Oz the Great and Powerful, White House Down, Family Weekend và The Conjuring. Năm 2014, cô xuất hiện trong Wish I Was Here, cũng như trong Fargo với vai Greta Grimly, con gái của sĩ quan cảnh sát Gus Grimly.
Năm 2016, King được chọn tham gia bộ phim truyền hình dành cho tuổi mới lớn The Possibility of Fireflies. Cô đóng vai chính Clare trong bộ phim kinh dị năm 2017 Wish Upon (chiếc hộp điều ước).
Năm 2018, cô đóng vai chính Elle Evans trong bộ phim hài lãng mạn dành cho tuổi teen The Kissing Booth trên nền tảng của Netflix. Cô diễn lại vai diễn trong phần tiếp theo The Kissing Booth 2, phát hành vào năm 2020, và sẽ một lần nữa trong The Kissing Booth 3, dự kiến phát hành vào năm 2021.
Năm 2019, cô đóng vai chính trong bộ phim truyền hình tuyển tập về hình sự tội phạm có thật The Act trong Hulu. King được chọn vào vai Gypsy Rose Blanchard, một vai diễn khiến cô phải xuống tóc lần thứ ba trong sự nghiệp. Cô cũng xuất hiện trong mùa thứ tư của bộ phim hài Life in Pieces của CBS với vai Morgan.
King còn được đại diện bởi đặc vụ tài năng Dan Spilo. Sau đó, cô đã ký một thỏa thuận với Hulu để sản xuất nội dung truyền hình cho dịch vụ của kênh. Gần đây hơn, công ty sản xuất All The King's Horses của cô đã ký một thỏa thuận với Netflix.

## Danh sách chương trình và phim tham gia

### Phim
| Năm  | Tên                            | Vai diễn                        | Chú thích           |
| ---- | ------------------------------ | ------------------------------- | ------------------- |
| 2007 | Reign Over Me                  | Gina Fineman                    | Chưa được công nhận |
| 2008 | Horton Hears a Who!            | Katie                           | Lồng tiếng          |
| 2008 | Quarantine                     | Briana                          |                     |
| 2009 | Ice Age: Dawn of the Dinosaurs | Cô gái hải ly                   | Lồng tiếng          |
| 2010 | Ramona and Beezus              | Ramona Quimby                   |                     |
| 2011 | Battle: Los Angeles            | Kirsten                         |                     |
| 2011 | Crazy, Stupid, Love            | Molly Weaver                    |                     |
| 2012 | The Dark Knight Rises          | Young Talia al Ghul             |                     |
| 2013 | The Conjuring                  | Christine Perron                |                     |
| 2013 | Family Weekend                 | Lucinda Smith-Dungy             |                     |
| 2013 | Oz the Great and Powerful      | China Girl / Cô gái ngồi xe lăn |                     |
| 2013 | White House Down               | Emily Cale                      |                     |
| 2014 | The Boxcar Children            | Jessie                          | Lồng tiếng          |
| 2014 | The Sound and the Fury         | Miss Quentin                    |                     |
| 2014 | Wish I Was Here                | Grace Bloom                     |                     |
| 2015 | Borealis                       | Aurora                          |                     |
| 2015 | Stonewall                      | Phoebe Winters                  |                     |
| 2016 | Independence Day: Resurgence   | Sam Blackwell                   |                     |
| 2017 | Going in Style                 | Brooklyn                        |                     |
| 2017 | Smartass                       | Freddie                         |                     |
| 2017 | Chiếc hộp điều ước             | Clare Shannon                   |                     |
| 2018 | The Kissing Booth              | Elle Evans                      |                     |
| 2018 | The Lie                        | Kayla                           |                     |
| 2018 | Radium Girls                   | Bessie                          |                     |
| 2018 | Slender Man                    | Wren                            |                     |
| 2018 | Summer '03                     | Jamie                           |                     |
| 2019 | Zeroville                      | Zazi                            |                     |
| 2020 | The Kissing Booth 2            | Elle Evans                      |                     |
| 2021 | The Kissing Booth 3            | Elle Evans                      |                     |
| 2022 | Bullet Train                   | Hoàng tử                        |                     |
| 2024 | Despicable Me 4                | Poppy                           | Lồng tiếng          |

### Chương trình TV
| Năm       | Tên                             | Vai diễn                              | Chú thích                                                   |
| --------- | ------------------------------- | ------------------------------------- | ----------------------------------------------------------- |
| 2006      | Malcolm in the Middle           | Cô gái trong bữa tiệc                 | Tập: "Mono"                                                 |
| 2006      | The Suite Life of Zack & Cody   | Emily Mason                           | 2 tập                                                       |
| 2006–2007 | Jericho                         | Sally                                 | 3 tập                                                       |
| 2007      | Avenging Angel                  | Amelia                                | Phim TV                                                     |
| 2007      | Backyards & Bullets             | Junie Garrison                        | Phim TV                                                     |
| 2007      | Entourage                       | Con gái của Chuck Liddell's           | Tập: "Gotcha!"                                              |
| 2007–2008 | CSI: Crime Scene Investigation  | Little girl / Nora Rowe               | 2 tập                                                       |
| 2008      | Medium                          | Kelly Mackenzie (8 tuổi)              | tập "Drowned World"                                         |
| 2008      | Untitled Liz Meriwether Project | Lucy                                  | Phim thí điểm                                               |
| 2009      | Anatomy of Hope                 | Lucy Morgan                           | Phim TV                                                     |
| 2010      | Elevator Girl                   | Paige                                 | Phim TV                                                     |
| 2010      | Ghost Whisperer                 | Cassidy                               | 2 tập                                                       |
| 2011      | Bent                            | Charlie Meyers                        | Vai chính                                                   |
| 2011      | Survivor: South Pacific         | Herself                               | tập: Reunion                                                |
| 2012      | New Girl                        | Brianna                               | tập: "Bully"                                                |
| 2013–2014 | The Haunting Hour: The Series   | Carla / Missy Jordan                  | tập: "Seance", "Goodwill Toward Men"                        |
| 2014–2015 | Fargo                           | Greta Grimly                          | Vai diễn định kỳ ở mùa 1, khách mời đặc biệt ở mùa 2; 9 tập |
| 2014      | American Dad!                   | giọng nói                             | tập: "Familyland"                                           |
| 2014      | Outlaw Prophet: Warren Jeffs    | Elissa Wall                           | Phim TV                                                     |
| 2016      | The Flash                       | Frankie Kane / Magenta                | tập: "Magenta"                                              |
| 2016      | Robot Chicken                   | Polly Pocket / Draculaura (giọng nói) | tập: "Yogurt in a Bag"                                      |
| 2016      | Tween Fest                      | Maddisyn Crawford                     | Vai chính                                                   |
| 2019      | The Act                         | Gypsy Blanchard                       | Vai chính                                                   |
| 2019      | Life in Pieces                  | Morgan                                | 3 tập                                                       |
| 2020      | The Simpsons                    | Addy (giọng nói)                      | tập: "The Hateful Eight-Year-Olds"                          |
| 2020      | Home Movie: The Princess Bride  | Grandson                              | tập: "Ultimate Suffering"                                   |
| 2020      | Group Chat with Annie & Jayden  | Herself                               | tập: "Would You Rather Kiss"                                |
| 2020      | A Creepshow Animated Special    | Blake                                 |                                                             |
| 2021      | Nailed It                       | Herself                               | tập: "Travel Dos and Donuts"                                |

### Trò chơi điện tử
| Tên  | Tên                     | Vai            |
| ---- | ----------------------- | -------------- |
| 2018 | Madden NFL 19: Longshot | Loretta Cruise |

### Video ca nhạc
| Năm  | Bài hát       | Ca sĩ                              |
| ---- | ------------- | ---------------------------------- |
| 2010 | "Ramona Blue" | Joey King và Kelli King            |
| 2011 | "Mean"        | Taylor Swift                       |
| 2018 | "Sue Me"      | Sabrina Carpenter                  |
| 2019 | "Tongue Tied" | Marshmello, Yungblud and Blackbear |

## Giải thưởng và thành tựu
| Năm  | Giải thưởng                       | Hạng mục | Tác phẩm                         | Kết quả   | Chú thích |
| ---- | --------------------------------- | --- | -------------------------------- | --------- | --------- |
| 2009 | Young Artist Awards               | Màn trình diễn xuất sắc nhất trong một bộ phim truyền hình - Khách mời Nữ diễn viên trẻ                                  | CSI: Crime Scene Investigation\| | Đề cử     |           |
| 2009 | Young Artist Awards               | Màn trình diễn xuất sắc nhất trong vai trò lồng tiếng - Nữ diễn viên trẻ                                                 | Horton Hears a Who!\|            | Đề cử     |           |
| 2010 | Young Artist Awards               | Màn trình diễn xuất sắc nhất trong phim truyền hình (Hài hoặc chính kịch) - Nữ diễn viên phụ trẻ                         | Anatomy of Hope\|                | Đề cử     |           |
| 2010 | Young Artist Awards               | Màn trình diễn xuất sắc nhất trong vai trò lồng tiếng - Diễn viên / Nữ diễn viên trẻ                                     | Ice Age: Dawn of the Dinosaurs\| | Đề cử     |           |
| 2011 | Young Artist Awards               | Màn trình diễn xuất sắc nhất trong phim truyện - Nữ diễn viên chính trẻ từ 10 tuổi trở xuống                             | Ramona and Beezus\|              | Đoạt giải |           |
| 2011 | Young Artist Awards               | Màn trình diễn xuất sắc nhất trong phim truyền hình - Khách mời có sự tham gia của nữ diễn viên trẻ từ 10 tuổi trở xuống | Ghost Whisperer\|                | Đề cử     |           |
| 2013 | Young Artist Awards               | Màn trình diễn xuất sắc nhất trong phim truyện - Nữ diễn viên phụ trẻ                                                    | The Dark Knight Rises\|          | Đề cử     |           |
| 2019 | Kids' Choice Awards               | Nữ diễn viên được yêu thích                                                                                              | The Kissing Booth\|              | Đoạt giải |           |
| 2019 | Primetime Emmy Awards             | Nữ diễn viên chính xuất sắc trong một loạt phim hoặc phim ngắn có giới hạn                                               | The Act\|                        | Đề cử     |           |
| 2020 | Critics' Choice Television Awards | Nữ diễn viên chính xuất sắc nhất trong một bộ phim truyền hình hoặc phim bộ ngắn có hạn.                                 | The Act\|                        | Đề cử     |           |
| 2020 | Golden Globe Awards               | Nữ diễn viên chính xuất sắc nhất - Phim bộ hoặc phim truyền hình có giới hạn                                             | The Act\|                        | Đề cử     |           |
| 2020 | People's Choice Awards            | Nữ diễn viên hài năm 2020                                                                                                | The Kissing Booth 2\|            | Đoạt giải |           |
| 2020 | Satellite Awards                  | Nữ diễn viên chính xuất sắc nhất - Phim nhỏ hoặc Phim truyền hình                                                        | The Act\|                        | Đề cử     |           |
| 2020 | Screen Actors Guild Awards        | Diễn xuất xuất sắc của một vai diễn nữ trong phim truyền hình hoặc phim nhỏ                                              | The Act\|                        | Đề cử     |           |

Tại Liên hoan phim quốc tế Vancouver 2015, ban giám khảo có sự góp mặt của Canada Images đã vinh danh công nhận King là Nữ diễn viên mới nổi nhờ màn trình diễn của cô trong Borealis.